# Evangelische Jugendkantorei der Pfalz
Die Evangelische Jugendkantorei der Pfalz ist ein gemischter Auswahlchor in Trägerschaft der Evangelischen Kirche der Pfalz (Protestantische Landeskirche) mit Sitz in Speyer.

## Geschichte
Gegründet wurde die Jugendkantorei 1951 in Landau in der Pfalz von Adolf Graf, dem ersten Landeskirchenmusikdirektor (LKMD) der Evangelischen Kirche der Pfalz. Grafs Nachfolger, LKMD Heinz Markus Göttsche, formte weiter am klanglichen Erscheinungsbild, weitete das Repertoire stetig aus und machte den Chor über die Grenzen hinweg bekannt. LKMD Udo R. Follert legte den Schwerpunkt der Arbeit mit der Jugendkantorei auf die Epoche der Spätromantik. Seit 1995 steht die Jugendkantorei unter der Leitung von LKMD Jochen Steuerwald (bis 2008 in seiner Funktion als Stifts- und Bezirkskantor in Landau in der Pfalz) und wird von einem Förderverein, dem Freundeskreis der Evangelischen Jugendkantorei der Pfalz e.V., ideell, praktisch und finanziell unterstützt.
Die Jugendkantorei bindet talentierte Jugendliche und junge Erwachsene in den kirchenmusikalischen Prozess ein. Der Chor erarbeitet projektbezogen drei bis vier Programme pro Jahr. Anspruchsvolle Literatur von Alter Musik bis zur Moderne bildet das Repertoire, neben A-cappella-Programmen auch oratorische Werke aller Epochen. Auf neueren und neuesten Kompositionen liegt ein Arbeitsschwerpunkt des Chores, der seit 1995 unter Jochen Steuerwald mehrfach Auftragswerke uraufgeführt hat, wie etwa im Jahre 2022 eine Gloria-Vertonung des schwedisch-norwegischen Komponisten Fredrik Sixten. Das Ensemble präsentiert sich mit Konzerten und bei kirchlichen Festakten sowohl innerhalb der Landeskirche als auch deutschlandweit. Regelmäßige Rundfunk- und Tonträgeraufnahmen dokumentieren seit Jahrzehnten die musikalische Arbeit des Chores.

## Konzertreisen
Auf Konzert-Tourneen hat der Chor viele Länder bereist – Frankreich, Österreich, Tschechien, Dänemark, Rumänien, Schweden, Polen und Slowenien beispielsweise – sowie  an Wettbewerben teilgenommen.

## Auszeichnungen
Zuletzt war der Chor 2014 Preisträger beim Deutschen Chorwettbewerb in Weimar (dritter Preis in der Kategorie Gemischte Kammerchöre und Sonderpreis in der Kategorie Volkslied). In der Saison 2012/2013 wurde die Jugendkantorei von Chefdirigent Marcus Creed zum Patenchor des SWR Vokalensembles Stuttgart auserkoren.

## Aus dem Chor hervorgegangene Persönlichkeiten
- Dieter Schnebel (1930–2018), Theologe, Komponist
- Karl Hochreither (1933–2018), Organist, Dirigent, Autor[10]
- Herbert Schnädelbach (1936–2024), Philosoph
- Wilhelm Krumbach (1937–2005), Cembalist, Organist, Musikwissenschaftler
- Eberhard Cherdron (* 1943), Theologe, ehemaliger Kirchenpräsident der Evangelischen Kirche der Pfalz
- Bärbel Wartenberg-Potter (* 1943), Theologin, ehemalige Bischöfin der Nordelbischen Evangelisch-Lutherischen Kirche[11]
- Volker Hempfling (* 1944), Kirchenmusiker, Chorleiter, Hochschulprofessor[12]
- Frieder Bernius (* 1947), Chorleiter, Dirigent[13]
- Margit Conrad (* 1952), Ärztin und Politikerin, ehemalige rheinland-pfälzische Umweltministerin
- Gunther Martin Göttsche (* 1953), Kirchenmusiker, Komponist, Hochschuldozent
- Hans-Ulrich Ihlenfeld (* 1963), Politiker, Landrat des Kreises Bad Dürkheim
- Jochen Steuerwald (* 1967), Kirchenmusiker, Landeskirchenmusikdirektor der Evangelischen Kirche der Pfalz
- Markus Eichenlaub (* 1970), Kirchenmusiker, Domorganist und ehemaliger Diözesankirchenmusikdirektor des Bistums Speyer
- Dominik Wörner (* 1970), Sänger (Bassbariton) und Kirchenmusiker
- Annette Postel, Entertainerin, Musikkabarettistin, Moderatorin, Chansonsängerin („Chanteuse“)
- Jens Wollenschläger (* 1976), Kirchenmusiker, Organist der Stiftskirche Tübingen, Hochschulprofessor

## Diskografie
- Meisterwerke der Motettenkunst. Chormusik aus fünf Jahrhunderten. (1976)
- Felix Draeseke: Christus-Mysterium. Evangelische Jugendkantorei der Pfalz, Pfälzische Kurrende, Heilbronner Vokalensemble und Staatliche Philharmonie Breslau. (1990)
- Es ist ein Ros entsprungen. Weihnachtliche Chor- und Bläsermusik aus fünf Jahrhunderte. Evangelische Jugendkantorei der Pfalz und Pfälzischer Posaunendienst. (1999)
- Geh aus, mein Herz. Deutsche Volkslieder aus vier Jahrhunderten. (2003)
- Komm Jesu komm (Meisterwerke der Motettenkunst 2). (2005)
- Louis Lewandowski: 18 Liturgische Psalmen für Soli, Evangelische Jugendkantorei der Pfalz und Robert Selinger an der Orgel (2007)
- Lux perpetua luceat eis – Requiemvertonungen von Wolfgang Amadeus Mozart und Eduard Pütz. Evangelische Jugendkantorei der Pfalz und Cappella Istropolitana Bratislava. (2011)
- Sein Lob bleibet ewiglich. Psalmen und Motetten aus Claudio Monteverdis Selva morale e spirituale (1641). Evangelische Jugendkantorei der Pfalz, Barocksolisten und Cappella Sagittariana Dresden. (2017)